# Lenguas bicolanas

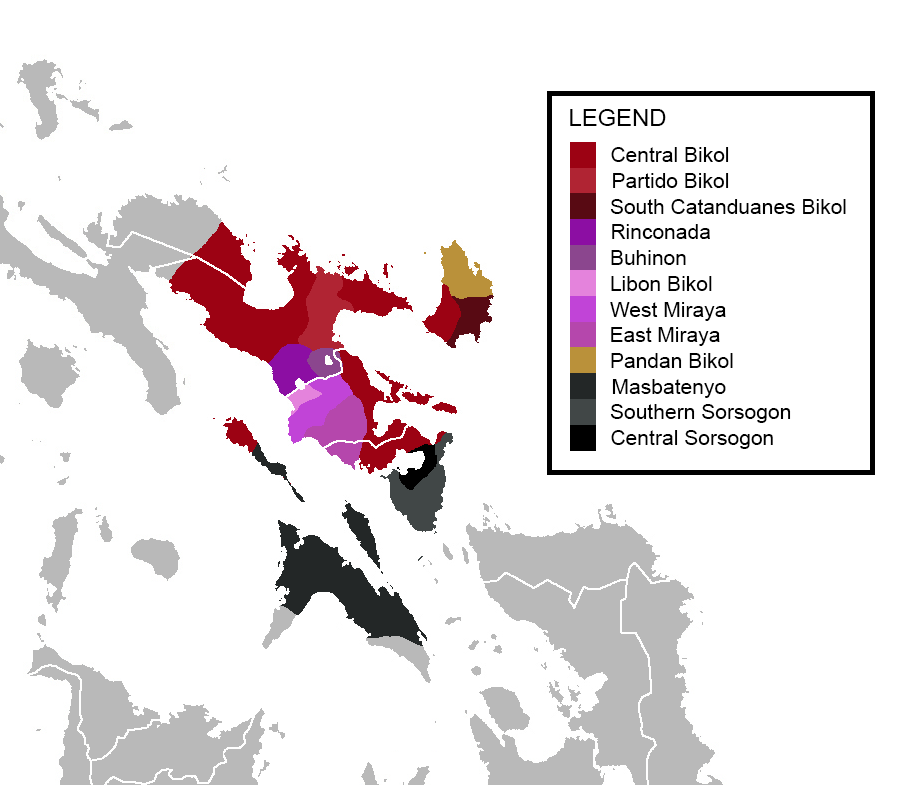
Distribución geográfica de importante Bikol lenguas y dialectos a través de Bicol región; la clasificación basada en Lobel (2013)

Las Lenguas bicolanas o Lenguas Bikol son un grupo de lenguas habladas mayoritariamente en la Península de Bicol, en la isla de Luzon, en la provincias de Catanduanes y la isla de Burias de Masbate.

## Clasificación interna

### Grupos
Las lenguas de Bikol agrupados según Ethnologue es:
- Costero Bikol (Del norte)
  - Isarog Agta Lengua
  - Monte Iraya Agta lengua
  - Central Bikol lengua
    - Canaman Dialecto (estándar)
    - Naga Dialecto de ciudad
    - Partido Dialecto
    - Tabaco-Legazpi-Sorsogon (TLS) dialecto
    - Daet Dialecto
    - Virac Dialecto

  - Del sur Catanduanes Bikol lengua
- Inland Bikol (Del sur)
  - Monte Iriga Agta lengua
  - Albay Bikol Lenguas
    - Buhinon Lengua
    - Libon Lengua
    - Del oeste Miraya lengua
    - Del este Miraya lengua

  - Rinconada Bikol Lengua
    - De montaña / Sinabukid dialecto
      - Agta Variante
      - Iriga Variante (estándar)

    - Lowland / Sinaranəw Dialecto
      - Baao Variante
      - Bato Variante
      - Bula-Pili variante
      - Nabua-Balatan Variante
- Del norte Catanduanes Bikol (Pandan Bikol)

### Diagrama de McFarland (1974)
|  | Pandan (North Catanduanes) |
|  |                            |

|  | Libon                                                                      |
|  |                                                                            |
|  | \| \| Oas (West Miraya) \| \| \| \| \| \| Daraga (East Miraya) \| \| \| \| |
|  |                                                                            |
|  | Oas (West Miraya)                                                          |
|  |                                                                            |
|  | Daraga (East Miraya)                                                       |
|  |                                                                            |

|  | Oas (West Miraya)    |
|  |                      |
|  | Daraga (East Miraya) |
|  |                      |

|  | Libon                                                                      |
|  |                                                                            |
|  | \| \| Oas (West Miraya) \| \| \| \| \| \| Daraga (East Miraya) \| \| \| \| |
|  |                                                                            |
|  | Oas (West Miraya)                                                          |
|  |                                                                            |
|  | Daraga (East Miraya)                                                       |
|  |                                                                            |

|  | Oas (West Miraya)    |
|  |                      |
|  | Daraga (East Miraya) |
|  |                      |

|  | Libon                                                                      |
|  |                                                                            |
|  | \| \| Oas (West Miraya) \| \| \| \| \| \| Daraga (East Miraya) \| \| \| \| |
|  |                                                                            |
|  | Oas (West Miraya)                                                          |
|  |                                                                            |
|  | Daraga (East Miraya)                                                       |
|  |                                                                            |

|  | Oas (West Miraya)    |
|  |                      |
|  | Daraga (East Miraya) |
|  |                      |

|  | Libon                                                                      |
|  |                                                                            |
|  | \| \| Oas (West Miraya) \| \| \| \| \| \| Daraga (East Miraya) \| \| \| \| |
|  |                                                                            |
|  | Oas (West Miraya)                                                          |
|  |                                                                            |
|  | Daraga (East Miraya)                                                       |
|  |                                                                            |

|  | Oas (West Miraya)    |
|  |                      |
|  | Daraga (East Miraya) |
|  |                      |

|  | Naga (Standard Bikol), Legazpi, and Partido |
|  |                                             |
|  | Virac (South Catanduanes)                   |
|  |                                             |
|  | San Pascual (Northern Burias Island)        |
|  |                                             |

|  | Pandan (North Catanduanes) |
|  |                            |

|  | Libon                                                                      |
|  |                                                                            |
|  | \| \| Oas (West Miraya) \| \| \| \| \| \| Daraga (East Miraya) \| \| \| \| |
|  |                                                                            |
|  | Oas (West Miraya)                                                          |
|  |                                                                            |
|  | Daraga (East Miraya)                                                       |
|  |                                                                            |

|  | Oas (West Miraya)    |
|  |                      |
|  | Daraga (East Miraya) |
|  |                      |

|  | Libon                                                                      |
|  |                                                                            |
|  | \| \| Oas (West Miraya) \| \| \| \| \| \| Daraga (East Miraya) \| \| \| \| |
|  |                                                                            |
|  | Oas (West Miraya)                                                          |
|  |                                                                            |
|  | Daraga (East Miraya)                                                       |
|  |                                                                            |

|  | Oas (West Miraya)    |
|  |                      |
|  | Daraga (East Miraya) |
|  |                      |

|  | Libon                                                                      |
|  |                                                                            |
|  | \| \| Oas (West Miraya) \| \| \| \| \| \| Daraga (East Miraya) \| \| \| \| |
|  |                                                                            |
|  | Oas (West Miraya)                                                          |
|  |                                                                            |
|  | Daraga (East Miraya)                                                       |
|  |                                                                            |

|  | Oas (West Miraya)    |
|  |                      |
|  | Daraga (East Miraya) |
|  |                      |

|  | Libon                                                                      |
|  |                                                                            |
|  | \| \| Oas (West Miraya) \| \| \| \| \| \| Daraga (East Miraya) \| \| \| \| |
|  |                                                                            |
|  | Oas (West Miraya)                                                          |
|  |                                                                            |
|  | Daraga (East Miraya)                                                       |
|  |                                                                            |

|  | Oas (West Miraya)    |
|  |                      |
|  | Daraga (East Miraya) |
|  |                      |

|  | Naga (Standard Bikol), Legazpi, and Partido |
|  |                                             |
|  | Virac (South Catanduanes)                   |
|  |                                             |
|  | San Pascual (Northern Burias Island)        |
|  |                                             |

|  | Northern Sorsogon                                                                             |
|  |                                                                                               |
|  | \| \| Southern Sorsogon \| \| \| \| \| \| Masbateño \| \| \| \| \| \| Romblomanon \| \| \| \| |
|  |                                                                                               |
|  | Southern Sorsogon                                                                             |
|  |                                                                                               |
|  | Masbateño                                                                                     |
|  |                                                                                               |
|  | Romblomanon                                                                                   |
|  |                                                                                               |

|  | Southern Sorsogon |
|  |                   |
|  | Masbateño         |
|  |                   |
|  | Romblomanon       |
|  |                   |

|  | Northern Sorsogon                                                                             |
|  |                                                                                               |
|  | \| \| Southern Sorsogon \| \| \| \| \| \| Masbateño \| \| \| \| \| \| Romblomanon \| \| \| \| |
|  |                                                                                               |
|  | Southern Sorsogon                                                                             |
|  |                                                                                               |
|  | Masbateño                                                                                     |
|  |                                                                                               |
|  | Romblomanon                                                                                   |
|  |                                                                                               |

|  | Southern Sorsogon |
|  |                   |
|  | Masbateño         |
|  |                   |
|  | Romblomanon       |
|  |                   |

|  | Pandan (North Catanduanes) |
|  |                            |

|  | Libon                                                                      |
|  |                                                                            |
|  | \| \| Oas (West Miraya) \| \| \| \| \| \| Daraga (East Miraya) \| \| \| \| |
|  |                                                                            |
|  | Oas (West Miraya)                                                          |
|  |                                                                            |
|  | Daraga (East Miraya)                                                       |
|  |                                                                            |

|  | Oas (West Miraya)    |
|  |                      |
|  | Daraga (East Miraya) |
|  |                      |

|  | Libon                                                                      |
|  |                                                                            |
|  | \| \| Oas (West Miraya) \| \| \| \| \| \| Daraga (East Miraya) \| \| \| \| |
|  |                                                                            |
|  | Oas (West Miraya)                                                          |
|  |                                                                            |
|  | Daraga (East Miraya)                                                       |
|  |                                                                            |

|  | Oas (West Miraya)    |
|  |                      |
|  | Daraga (East Miraya) |
|  |                      |

|  | Libon                                                                      |
|  |                                                                            |
|  | \| \| Oas (West Miraya) \| \| \| \| \| \| Daraga (East Miraya) \| \| \| \| |
|  |                                                                            |
|  | Oas (West Miraya)                                                          |
|  |                                                                            |
|  | Daraga (East Miraya)                                                       |
|  |                                                                            |

|  | Oas (West Miraya)    |
|  |                      |
|  | Daraga (East Miraya) |
|  |                      |

|  | Libon                                                                      |
|  |                                                                            |
|  | \| \| Oas (West Miraya) \| \| \| \| \| \| Daraga (East Miraya) \| \| \| \| |
|  |                                                                            |
|  | Oas (West Miraya)                                                          |
|  |                                                                            |
|  | Daraga (East Miraya)                                                       |
|  |                                                                            |

|  | Oas (West Miraya)    |
|  |                      |
|  | Daraga (East Miraya) |
|  |                      |

|  | Naga (Standard Bikol), Legazpi, and Partido |
|  |                                             |
|  | Virac (South Catanduanes)                   |
|  |                                             |
|  | San Pascual (Northern Burias Island)        |
|  |                                             |

|  | Pandan (North Catanduanes) |
|  |                            |

|  | Libon                                                                      |
|  |                                                                            |
|  | \| \| Oas (West Miraya) \| \| \| \| \| \| Daraga (East Miraya) \| \| \| \| |
|  |                                                                            |
|  | Oas (West Miraya)                                                          |
|  |                                                                            |
|  | Daraga (East Miraya)                                                       |
|  |                                                                            |

|  | Oas (West Miraya)    |
|  |                      |
|  | Daraga (East Miraya) |
|  |                      |

|  | Libon                                                                      |
|  |                                                                            |
|  | \| \| Oas (West Miraya) \| \| \| \| \| \| Daraga (East Miraya) \| \| \| \| |
|  |                                                                            |
|  | Oas (West Miraya)                                                          |
|  |                                                                            |
|  | Daraga (East Miraya)                                                       |
|  |                                                                            |

|  | Oas (West Miraya)    |
|  |                      |
|  | Daraga (East Miraya) |
|  |                      |

|  | Libon                                                                      |
|  |                                                                            |
|  | \| \| Oas (West Miraya) \| \| \| \| \| \| Daraga (East Miraya) \| \| \| \| |
|  |                                                                            |
|  | Oas (West Miraya)                                                          |
|  |                                                                            |
|  | Daraga (East Miraya)                                                       |
|  |                                                                            |

|  | Oas (West Miraya)    |
|  |                      |
|  | Daraga (East Miraya) |
|  |                      |

|  | Libon                                                                      |
|  |                                                                            |
|  | \| \| Oas (West Miraya) \| \| \| \| \| \| Daraga (East Miraya) \| \| \| \| |
|  |                                                                            |
|  | Oas (West Miraya)                                                          |
|  |                                                                            |
|  | Daraga (East Miraya)                                                       |
|  |                                                                            |

|  | Oas (West Miraya)    |
|  |                      |
|  | Daraga (East Miraya) |
|  |                      |

|  | Naga (Standard Bikol), Legazpi, and Partido |
|  |                                             |
|  | Virac (South Catanduanes)                   |
|  |                                             |
|  | San Pascual (Northern Burias Island)        |
|  |                                             |

|  | Northern Sorsogon                                                                             |
|  |                                                                                               |
|  | \| \| Southern Sorsogon \| \| \| \| \| \| Masbateño \| \| \| \| \| \| Romblomanon \| \| \| \| |
|  |                                                                                               |
|  | Southern Sorsogon                                                                             |
|  |                                                                                               |
|  | Masbateño                                                                                     |
|  |                                                                                               |
|  | Romblomanon                                                                                   |
|  |                                                                                               |

|  | Southern Sorsogon |
|  |                   |
|  | Masbateño         |
|  |                   |
|  | Romblomanon       |
|  |                   |

|  | Northern Sorsogon                                                                             |
|  |                                                                                               |
|  | \| \| Southern Sorsogon \| \| \| \| \| \| Masbateño \| \| \| \| \| \| Romblomanon \| \| \| \| |
|  |                                                                                               |
|  | Southern Sorsogon                                                                             |
|  |                                                                                               |
|  | Masbateño                                                                                     |
|  |                                                                                               |
|  | Romblomanon                                                                                   |
|  |                                                                                               |

|  | Southern Sorsogon |
|  |                   |
|  | Masbateño         |
|  |                   |
|  | Romblomanon       |
|  |                   |

### Lobel (2000)
Mientras McFarland (1974) parte Bikol a 11 dialectos, Lobel (2000) parte Bikol a 12 dialectos diferentes (incluyendo Partido Bikol, el cual McFarland no diferencia) y 4 ramas principales.
- Del norte Costero Bikol

1. Central Estándar @– Hablado principalmente en Naga Ciudad. También reconocido (y a veces entendido) en Daet, Camarines Norte y muchas otras áreas de Camarines Sur; San Pascual, Masbate en Burias Isla; Ciudad de Legazpi y otras ciudades a lo largo de la costa oriental de Albay, southwestern costa de Catanduanes, y nororiental Sorsogon.
  1. Daet Variante de área
  2. Naga Variante de área de la ciudad
  3. Estándar oriental Bikol @– Hablado en y alrededor Ciudad de Legazpi, Catanduanes ciudad del sur y del norte de San Andrés y Caramoran y Del norte Sorsogon
2. Partido @– Hablado en el Camarines Sur municipios de Ocampo, Goa, Tigaon, Lagonoy, Sagñay, y San Jose. Este dialecto tiene una entonación dulce y es fuertemente influido por Riŋkonāda.
3. Del sur Catanduanes @– Hablado en la mitad del sur de Catanduanes.
  1. Virac Variante de área
  2. Bato Variante de área
  3. Baras Variante de área
  4. Variante de San Miguel (transitional a Del norte Catanduanes)

1. Riŋkonāda @– Hablado principalmente en Iriga Ciudad, Baao; Bula; Balatan; Baao; y Nabua, Camarines Sur. También en Ocampo, Buhi y Pili en Camarines Sur y en partes de Polangui, Albay.
  1. Lowland Riŋkonāda Dialecto (vocal /ə/ de carencias)
  2. De montaña Riŋkonāda dialecto (con /ə/ vocal)
2. Buhinon @– Hablado en Buhi, Camarines Sur. Contiene características de ambos Bikol de Polangui y Bikol de Iriga.
3. Libon @– Hablado en Libon, Albay.
4. Del oeste Miraya @– Hablado en Ligao Ciudad, Polangui, Oas, y Pio Duran, Albay.
5. Del este Miraya @– Hablado en Guinobatan; Camalig; Daraga; Jovellar, Albay; Donsol y Pilar, Sorsogon.
  1. Central (Guinobatan)
  2. Este lejano (Camalig, Daraga)
  3. Al sureste (Jovellar, Albay, Donsol, Pilar)

1. Pandan Bikol @– Hablado por aproximadamente 80,000 personas o la mitad del norte de Catanduanes.
  1. Bagamanoc Variante de área
  2. Caramoran Variante de área (transitional a Del sur Catanduanes)
  3. Gigmoto Variante de área (transitional a Del sur Catanduanes)
  4. Pandan Variante de área
  5. Panganiban Variante de área
  6. Viga Variante de área

1. Central Sorsogon @– Hablado en Sorsogon Ciudad; Castilla; Casiguran; y Juban, Sorsogon.
  1. Castilla Sorsogon (Mezclado con Legazpi Bikol)
  2. Casiguran-Juban Variante
2. Del sur Sorsogon también sabido como Gubat lengua @– Hablado en Gubat; Barcelona; Bulusan; Santa Magdalena; Matnog; Irosin; y Bulan, Sorsogon.
3. Masbateño @– Hablado en Masbate Ciudad; Mobo; Uson; Dimasalang; Palanas; Masbate; Aroroy en la isla de Masbate, todo de Ticao Isla, y Claveria en la mitad del sur de Burias Isla.
  1. Estándar Masbateño
  2. Ticao Variante de isla

Algunos dialectos de Del sur Bikol tener el cercano central unrounded vocal /ɨ/ como reflex de Proto-Austronesian *e. Aun así, Proto-Austronesian *e está dado cuenta como /o/ en Libon. Dos Bikol los dialectos tienen consonantes adicionales únicas, concretamente Del sur Catanduanes, el cual tiene un interdental consonante lateral /l̟/ (también transcrito como l̪͆ ), y Buhi-no, el cual tiene el voiced velar fricative /ɣ/.